# Station Digby and Sowton
Digby and Sowton is een spoorwegstation van National Rail in Digby, Exeter in Engeland. Het station is eigendom van Network Rail en wordt beheerd door Great Western Railway. 